# Oskar Hugelmann
Oskar Hugelmann (* 29. August 1891 in Graz, Österreich-Ungarn; † 13. Juni 1967 in Wien) war ein österreichischer Schauspieler bei Bühne und Film und ein Theaterregisseur.

## Leben und Wirken
Hugelmann begann nach seiner Schulzeit in Klagenfurt seine Ausbildung, die er 1913 in Berlin abschloss. Verpflichtungen führten ihn dann u. a. nach Karlsruhe. Parallel zu seinem Wechsel an die Wiener Renaissancebühne 1920 trat er auch erstmals vor die Kamera. Dennoch blieb Hugelmann bis kurz nach Ende des Zweiten Weltkriegs dem Film weitgehend fern und konzentrierte sich ganz auf seine Bühnentätigkeit.
1922 wirkte Oskar Hugelmann am Theater an der Wien, zwei Jahre darauf ging er erneut an die Renaissancebühne. 1925 kehrte er in seine Heimatstadt Graz zurück, wo man ihn auch erstmals als Bühnenregisseur einsetzte. 1932 bis 1936 war Hugelmann als Schauspieler wie auch als Spielleiter am Stadttheater von St. Gallen aktiv, er trat dort zum 1. Mai 1936 der NSDAP bei (Mitgliedsnummer 3.722.539). Später gehörte er dem Münchner Volkstheater an, wo er nicht nur als Schauspieler, sondern zuletzt auch als Oberspielleiter eingesetzt wurde. Von 1941 bis 1943 wirkte Hugelmann am Landestheater in Innsbruck, in der letzten Spielzeit des Dritten Reichs, 1943/44, wurde er als Schauspieler und Regisseur ans Wiener Bürgertheater geholt.
Hugelmann verfasste auch mindestens drei humoristische Bühnenstücke zwischen 1938 und 1943.
Nach Kriegsende ist Oskar Hugelmann kaum mehr mit einem festen Engagement nachweisbar, Einzelstückverträge führten ihn beispielsweise 1955 an das Wiener Volkstheater. Stattdessen trat er nunmehr häufig und regelmäßig vor Filmkameras, wobei seine Rollengröße nur selten über das Chargenformat hinausgingen. Nach einer Fernseharbeit Anfang der 1960er Jahre ist er auch hier nicht mehr nachzuweisen. Unmittelbar vor seinem Tod erhielt Oskar Hugelmann bis 1967 noch einmal ein Festengagement an der Bühne, das ihn diesmal an die Volksoper Wien führte.

## Filmografie
- 1920: Wie Satan starb
- 1922: Samson und Delila
- 1939: Der arme Millionär
- 1947: Das unsterbliche Antlitz
- 1948: Arlberg-Express
- 1948: An klingenden Ufern
- 1948: Rendezvous im Salzkammergut
- 1948: Das Siegel Gottes
- 1949: Märchen vom Glück
- 1949: Weißes Gold
- 1949: Dr. Rosin
- 1951: Die Minderjährigen (Asphalt)
- 1951: Der Fünfminutenvater
- 1953: Drei, von denen man spricht (Glück muß man haben)
- 1953: Perle von Tokay
- 1956: Bademeister Spargel
- 1957: Das Schloß in Tirol
- 1960: Ich heiße Robert Guiscard (Fernsehfilm)